# Andrieus A. Jones

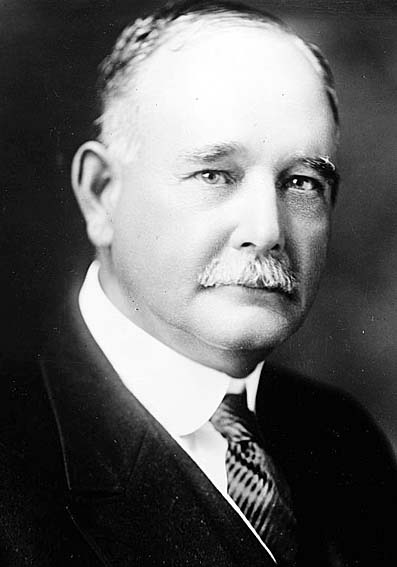
Andrieus Aristieus Jones

Andrieus Aristieus Jones (* 16. Mai 1862 bei Union City, Obion County, Tennessee; † 20. Dezember 1927 in Washington D.C.) war ein US-amerikanischer Politiker (Demokratische Partei), der den Bundesstaat New Mexico im US-Senat vertrat.
Nachdem er zunächst die Schulen in der Nähe seines Heimatortes besucht hatte, wechselte Andrieus Jones auf das Bethel College in McKenzie. 1885 machte er seinen Abschluss an der Valparaiso University in Indiana und begann im Anschluss als Lehrer in seinem Heimatstaat zu arbeiten. Noch im selben Jahr zog er nach Las Vegas im New-Mexico-Territorium, wo er bis 1887 als Schuldirektor tätig war. Während dieser Zeit studierte er die Rechte, sodass er 1888 in die Anwaltskammer aufgenommen werden und als Jurist in Las Vegas arbeiten konnte.
1893 wurde Jones Vorsitzender der Anwaltsvereinigung (Bar association) von New Mexico. In diesem Jahr wurde er auch zum Bürgermeister von Las Vegas gewählt, was er bis 1894 blieb. Bis 1898 bekleidete er danach das Amt des Distriktstaatsanwalts.
Nach der Jahrhundertwende betätigte sich Jones zunehmend in der Politik. Ab 1908 gehörte er dem Democratic National Committee an, in dem er bis 1922 verblieb. Erstmals kandidierte er im Jahr 1912 für den US-Senat, unterlag jedoch bei der Wahl. Von 1913 bis 1916 fungierte er in der Regierung von Präsident Woodrow Wilson als stellvertretender Innenminister. Er legte dieses Amt nieder, als er bei seinem zweiten Versuch in den Senat gewählt wurde. Nach der Wiederwahl 1922 schloss sich eine zweite Amtszeit an, deren Ende Andrieus Jones jedoch nicht mehr erlebte. Er verstarb Ende 1927 in Washington und wurde in Las Vegas beigesetzt.